# Dicerandra immaculata
Dicerandra immaculata là một loài thực vật có hoa trong họ Hoa môi. Loài này được Lakela mô tả khoa học đầu tiên năm 1963.